# NGC 7321
NGC 7321 é uma galáxia espiral barrada (SBb) localizada na direcção da constelação de Pegasus. Possui uma declinação de +21° 37' 19" e uma ascensão recta de 22 horas, 36 minutos e 27,9 segundos.
A galáxia NGC 7321 foi descoberta em 17 de Novembro de 1784 por William Herschel.